# Amblyprora magnifica
Amblyprora magnifica é uma mariposa da família Erebidae. Pode ser encontrada no Congo, Serra Leoa e na África do Sul.